# Phoxocephalidae
Phoxocephalidae är en familj av kräftdjur. Phoxocephalidae ingår i ordningen märlkräftor, klassen storkräftor, fylumet leddjur och riket djur. Enligt Catalogue of Life omfattar familjen Phoxocephalidae 168 arter. 

## Dottertaxa till Phoxocephalidae, i alfabetisk ordning[1][2]
- Beringiaphoxus
- Booranus
- Cephalophoxoides
- Cephalophoxus
- Cephaloxoides
- Coxophoxus
- Eobrolgus
- Eyakia
- Foxiphalus
- Grandifoxus
- Harpinia
- Harpiniopsis
- Heterophoxus
- Joubinella
- Leptophoxus
- Majoxiphalus
- Mandibulophoxus
- Metaphoxus
- Metharpinia
- Microphoxus
- Palabriaphoxus
- Parajoubinella
- Parametaphoxus
- Paraphoxus
- Phoxocephalus
- Pontharpinia
- Proharpinia
- Protophoxus
- Pseudharpinia
- Rhepoxynius
- Ringaringa
- Synphoxus
- Torridoharpinia
- Trichophoxus
- Waitangi
- Wildus